# Nina Cassian
Nina Cassian (bürgerlich Renée Annie Cassian-Mătăsaru; * 27. November 1924 in Galați; † 14. April 2014 in New York City) war eine rumänische Lyrikerin, Kinderbuchautorin, Übersetzerin, Journalistin, Pianistin und Komponistin sowie Filmkritikerin. Sie verbrachte die ersten sechzig Jahre ihres Lebens in Rumänien, bevor sie 1985 für eine Gastprofessur in die USA zog. Wenige Jahre später erhielt sie Asyl und lebte von diesem Zeitpunkt an in New York City. Viele ihrer Texte und Gedichte wurden sowohl auf Rumänisch als auch auf Englisch veröffentlicht.

## Leben und Werk

### Kindheit und Jugend
Nina Cassian wurde 1924 in eine jüdische Familie in Galați geboren; sie war das einzige Kind von Iosif Cassian-Mătăsaru, einem Übersetzer, und einer Sängerin. In 1926 zog die Familie nach Brașov. Cassians Begeisterung für Sprachen soll hier ihren Ursprung gehabt haben, denn in Brașov verbrachte sie viel Zeit mit Kindern aus der deutschen und der ungarischen Gemeinschaft. In 1935 zog die Familie nach Bukarest, wo Cassian eine Mädchenschule im jüdischen Ghetto besuchte.
Im Laufe der Jahre nahm sie Zeichenunterricht bei George Loewendal and M. H. Maxy, Schauspielunterricht bei Beate Fredanov and Alexandru Finți sowie Klavier- und Kompositionsunterricht bei Theodor Fuchs, Paul Jelescu, Mihail Jora und Constantin Silvestri.
Im Jahr 1944 begann sie ein literaturwissenschaftliches Studium an der Universität Bukarest, brach jedoch nach nur einem Jahr ab und verließ die Universität.

### Leben im kommunistischen Rumänien
Mitte der 1940er Jahre fand Cassian ihren Platz in der literarischen Szene Rumäniens. 1943 heiratete sie den jungen Dichter Vladimir Colin; ihre Ehe hielt bis 1948. Cassian hatte außerdem ein enges Verhältnis zu Ion Barbu und war eng mit dem Dichter Paul Celan befreundet. Die beiden hatten sich kennengelernt, als er zwischen 1945 und 1947 in Bukarest lebte. Zusammen mit anderen Autoren und Künstlern spielten Celan und Cassian surrealistische Spiele wie „Fragen und Antworten“ oder „Ioachim“ – die Bukarest-Variante von Bretons Spiel Cadavre Exquis. Cassian und Celan verband ihre Faszination für Sprache; aus den Briefen der beiden geht hervor, dass sie die Vielsprachigkeit als Inspiration für ihre Kunst nutzten.
Im Jahr 1945 veröffentlichte Cassian ihr erstes Gedicht Am fost un poet decadent („I Used to Be a Decadent Poet“) in der Tageszeitung România liberă sowie zwei Jahre später, 1947, ihre erste Gedichtsammlung La scara 1/1 („Scale 1:1“). Diese frühen Veröffentlichungen standen deutlich unter dem Einfluss der französischen modernistischen Dichter, mit denen sie damals viel Zeit verbrachte; die surrealistischen Denkweisen und Ideen sollen eine besonders große Wirkung gehabt haben. Im Jahr 1948 wurden diese ersten Gedichte in einem Scînteia-Artikel als „decadent poetry“, also „dekadente Lyrik“ bezeichnet. Cassian war von dieser harten Kritik eingeschüchtert und entschied, ihr Schreiben den Vorstellungen des sozialistischen Regimes anzupassen. Diese Phase dauerte acht Jahre.
Im Rahmen dessen begann Cassian außerdem, Kinderbücher wie Copper Red and the Seven Dachsies (ein Bestseller in Rumänien, 1985 auf Englisch erschienen) und kürzere Geschichten für Kinder wie Pocestea A Doi Pui de Tigru, Numiti Ninigra Si Aligru (in Versform, 1986 unter dem Titel Tigrino and Tigrene auf Englisch erschienen). In einem Interview im Jahr 1986 erklärte Cassian, warum sie sich entschied, Kinderbücher zu schreiben:

“It was in 1950, during the dogmatic period in Romania. Socialist realism is, unfortunately, characterized by the restraining of structures and styles and vocabulary. […] So when I was asked to write in a rigid and simplified manner, I tried to do my best, but after awhile, I switched to literature for children because it was the only field where metaphors were still allowed, where imagination was tolerated and assonance was permitted.”

„Es war 1950, während der dogmatischen Ära in Rumänien. Leider ist der sozialistische Realismus gekennzeichnet durch die Einschränkung der Strukturen, der Stile und des Wortschatzes. […] Als man mir also sagte, ich solle in einer rigiden, vereinfachten Weise schreiben, versuchte ich mein Bestes. Aber nach einer Weile wechselte ich zur Kinderliteratur, weil es das einzige Gebiet war, in dem Metaphern noch erlaubt waren, in dem Vorstellungskraft und Assonanzen geduldet waren.“

Einige Kinderbücher und -geschichten wurden ins Englische übersetzt, sind jedoch heute nicht mehr erhältlich. Deutsche Übersetzungen gibt es bisher keine.
Cassian heiratete später in Rumänien Al. I. Ştefănescu.

### Exil in den USA
Im Jahr 1985 reise Cassian für eine Stelle als Gastprofessorin für kreatives Schreiben an der New York University in die USA. Während sie in den Vereinigten Staaten war, wurde ein Freund von ihr, Gheorghe Ursu, von der Polizei festgenommen und zu Tode geprügelt, da er ein Tagebuch besaß, das regimekritische Texte beinhaltete. Darunter waren auch einige Gedichte von Cassian, in denen sie satirisch über das kommunistische Rumänien geschrieben hatte. Die Polizei befand diese Gedichte als aufhetzerisch. Cassian entschied sich daraufhin, in den USA zu bleiben und Asyl zu beantragen, das ihr bald darauf gewährt wurde. Später wurde sie sogar amerikanische Staatsbürgerin.
In den USA begann Cassian, auch auf Englisch zu schreiben. Ihre Gedichte wurden unter anderem in The New Yorker und The Atlantic Monthly veröffentlicht. Einige Gedichte wurden zudem auch in Gedichtsammlungen wie Life Sentence (1990) und Take My Word for It (1998) veröffentlicht.
Cassian heiratete in den USA ihren dritten Ehemann, Maurice Edwards, mit dem sie bis zu ihrem Tod verheiratet blieb.
Cassian starb am 14. April 2014 an einem Herzstillstand oder einem Herzinfarkt in New York.

## Veröffentlichungen
- La scara 1/1, Bucharest, 1947
- Sufletul nostru, Bucharest, 1949
- An viu nouă sute şaptesprezece, Bucharest, 1949
- Nică fără frică, Bucharest, 1950
- Ce-a văzut Oana, Bucharest, 1952
- Horea nu mai este singur, Bucharest, 1952
- Tinereţe, Bucharest, 1953
- Florile patriei, Bucharest, 1954
- Versuri alese, Bucharest, 1955
- Vârstele anului, Bucharest, 1957
- Dialogul vântului cu marea, Bucharest, 1957
- Botgros, căţel fricos, Bucharest, 1957
- Prinţul Miorlau, Bucharest, 1957
- Chipuri hazlii pentru copii, Bucharest, 1958
- Aventurile lui Trompişor, Bucharest, 1959
- Încurcă-lume, Bucharest, 1961
- Sărbătorile zilnice, Bucharest, 1961
- Spectacol în aer liber. O monografie a dragostei, Bucharest, 1961
- Curcubeu, Bucharest, 1962
- Poezii, foreword by Ovid S. Crohmălniceanu, Bucharest, 1962
- Să ne facem daruri, Bucharest, 1963
- Disciplina harfei, Bucharest, 1965
- Îl cunoaşteţi pe Tică? Bucharest, 1966
- Sângele, Bucharest, 1966
- Destinele paralele. La scara 1/1,1967
- Uite-l este… Uite-l nu e, Bucharest, 1967
- Ambitus, Bucharest, 1969
- Întâmplări cu haz, Bucharest, 1969
- Povestea a doi pui de tigru numiţi Ninigra şi Aligru, Bucharest, 1969
- Cronofagie. 1944–1969, Bucharest, 1970
- Recviem, Bucharest, 1971
- Marea conjugare, Bucharest, 1971
- Atât de grozavă şi adio. Confidenţe fictive, Bucharest, 1971; Second edition (Confidenţe fictive. Atât de grozavă şi adio şi alte proze), Bucharest, 1976
- Loto-Poeme, Bucharest, 1971
- Spectacol în aer liber. O (altă) monografie a dragostei, foreword by Liviu Călin, Bucharest, 1974
- Între noi, copii, Bucharest, 1974
- O sută de poeme, Bucharest, 1975
- Viraje-Virages, bilingual edition, translated by the author, Eugene Guillevic and Lily Denis, Bucharest, 1978
- De îndurare, Bucharest, 1981
- Blue Apple, translation by Eva Feiler, New York, 1981
- Numărătoarea inversă, Bucharest, 1983
- Jocuri de vacanţă, Bucharest, 1983
- Roşcată ca arama şi cei şapte şoricei, Bucharest, 1985
- Copper Red and the Seven Dachsies, 1985
- Lady of Miracles, translation by Laura Schiff, Berkeley, 1988
- Call Yourself Alive, translation by Brenda Walker and Andreea Deletant, London, 1988
- Life Sentence, New York-London, 1990
- Cheerleader for a Funeral, translation by the author and Brenda Walker, London-Boston, 1992
- Desfacerea lumii, Bucharest, 1997
- Take My Word for It, New York, 1997
- Something Old, Something New: Poems and Drawings,  Tuscaloosa, 2002
- Memoria ca zestre. Cartea I (1948–1953, 1975–1979, 1987–2003), Bucharest, 2003

## Veröffentlichungen in englischsprachigen Anthologien
- Born in Utopia – An anthology of Modern and Contemporary Romanian Poetry - Carmen Firan and Paul Doru Mugur (editors) with Edward Foster – Talisman House Publishers – 2006, ISBN 1-58498-050-8.
- Testament – Anthology of Modern Romanian Verse / Testament – Antologie de Poezie Română Modernă – Bilingual edition English & Romanian – Daniel Ioniță (editor and translator) with Eva Foster, Daniel Reynaud and Rochelle Bews – Minerva Publishing – 2015 (second edition) ISBN 978-973-21-1006-5.
- Testament – Anthology of Romanian Verse – American Edition - monolingual English language edition – Daniel Ioniță (editor and principal translator) with Eva Foster, Daniel Reynaud and Rochelle Bews. Australian-Romanian Academy for Culture, 2017, ISBN 978-0-9953502-0-5.